# دمکلوسایکلین
دمکلوسایکلین (INN , BAN , USAN) (تحت نام‌های تجاری Declomycin , Declostatin , Ledermycin , Bioterciclin , Deganol , Deteclo ) و همچنین با نام‌های تجاریDetravis , Meciclin ,Mexocine ,Clortetrin نیز شناخته می‌شود، یک آنتی بیوتیک از دسته تتراسایکلین‌ها است که از یک سویه جهش یافته از Streptomyces aureofaciens به دست می‌آید.
دمکلوسایکلین به طور رسمی برای درمان انواع عفونت‌های باکتریایی مورد استفاده قرار می‌گیرد. از آن به عنوان یک آنتی بیوتیک در درمان بیماری لایم،  آکنه،  و برونشیت استفاده می‌شود. اگرچه مقاومت به آن تدریجاً شایع می‌شود،  و این دارو اکنون به ندرت برای درمان عفونت‌ها استفاده می‌شود.  